# Radom (Illinois)
Radom – wieś w USA, w stanie Illinois, w hrabstwie Washington.
Nazwa miejscowości pochodzi od Radomia – miasta w Polsce, z którego przybyła część osadników. Kolonia radomska jest najstarszą kolonią polską w południowym Illinois i jednocześnie jedną z najstarszych osad farmerskich założonych przez Polaków w Stanach Zjednoczonych. Założycielem osady, który nadał jej obecną nazwę, był Jan Bazyli Turczyn, weteran wojny krymskiej, w której uczestniczył jako generał rosyjski. Do USA przybył podczas wojny domowej w 1863 i brał w niej czynny udział jako generał brygady. Kolonia polska w Radom powstała ok. 1873.

## Historia

### Tło historyczne

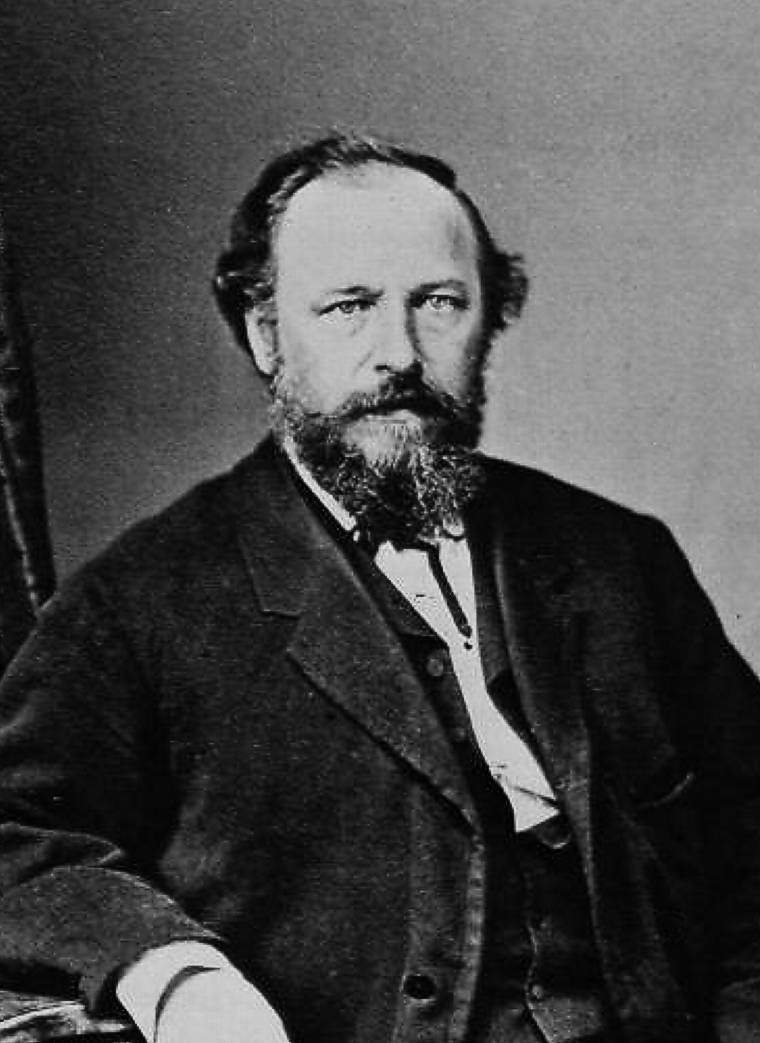
Założyciel Radom – gen. Ivan Turchaninov znany jako Jan Bazyli Turczyn (1822-01)

Założenie Radom związane jest powstaniem kolei Illinois Central. Miejscowość założył generał Ivan Turchaninov znany jako Jan Bazyli Turczyn. Długoletnim jego współpracownikiem był Mikołaj Michalski. Z mniejszym udziałem swój wkład mieli również Piotr Kiołbasa i Jan Szerman. Turczyn był weteranem wojny krymskiej, w której uczestniczył jako generał rosyjski. Do USA przybył podczas wojny domowej w 1863 i brał w niej czynny udział jako generał brygady.
Po jej zakończeniu zamieszkał w przedmieściu Chicago – Kenwood. W tym czasie spółka kolei Illinois Central Railroad mianowała go swoim agentem imigracyjnym. Dzięki swojemu wykształceniu i biegłej znajomości kilku języków (w tym polskiego), zasilał kolonistami różne nieosiedlone miejsca w rejonie tej kolei. W latach 1870–71 miała miejsce wojna francusko-pruska. Po tej wojnie, kiedy to kanclerz III Rzeszy Otto von Bismarck rozpoczął intensywne prześladowania Polaków, nastąpił wielki napływ imigrantów polskich do Stanów Zjednoczonych, a szczególnie do miast: Buffalo, Toledo, Detroit, Chicago i Milwaukee. Znaczącą część stanowili weterani z wojny francusko-pruskiej, nieliczną również z wojny duńskiej i austriackiej. Z nich składali się niemal wszyscy pierwsi koloniści radomscy.
Radomska ziemia nie była zbyt żyzna, dlatego też nie przyciągała do siebie innych narodowości. Pokrywały ją dziewicze bory, dębiny, skupiska drzew orzechowych i gęste zarośla leszczyny. Miejscowa puszcza była urozmaicona kilkomilowymi preriami. W obrębie tym mieszkali rzadko rozproszeni Amerykanie, tzw. Jankesi, pojedynczy Irlandczycy czy Niemcy. Osadnicy ci byli przeważnie weteranami wojny secesyjnej. Część z nich prowadziła życie myśliwskie ze względu na liczne występowanie zwierzyny, jak: sarny, wilki, lisy, dzikie indyki, kuropatwy, zające, wiewiórki i żmije. Zamożniejsi zajmowali się chowem bydła. Uprawa roli była rzadko spotykana, gdyż amerykańscy mieszkańcy nie czuli chęci do karczowania lasu. Ponadto nie było targu na zboże. Jednakże zamożniejsi trudnili się uprawą większej ilości kukurydzy w celu łatwiejszego
przezimowania bydła.

### Powstanie Radom
Kolej Illinois Central otrzymała od rządu wraz z pozwoleniem na budowę kolei także koncesję, tzw. „land grant”, na mocy której rząd ofiarował spółce kolejowej, oprócz pasa ziemi pod tory od Chicago do Cairo, także co drugą sekcję jedną milę kwadratową ziemi z obu stron torów. W celu pokrycia kosztów budowy spółka kolejowa życzyła sobie w tych sekcjach, które były najmniej zamieszkałe i gdzie ziemia była uboższa, sprzedać jej jak najwięcej. Postanowiła posłużyć się agentami gruntowymi. Pierwszymi zatrudnionymi byli Jan Bazyli Turczyn i Mikołaj Michalski. Generał znał Polaków przybyłych z Europy, mówił dobrze po polsku i rozumiejąc ich przywiązanie do roli, postanowił założyć kolonię polską w południowej części stanu Illinois. Do spółki dokooptował Mikołaja Michalskiego, którego poznał w Chicago. Do współpracy pozyskani zostali również Piotr Kiołbasa i Szerman. Swoją agencję założyli w Chicago, ponieważ było miejscem najbliższym od Radom posiadającym liczniejszą Polonię. Ogłaszali się również poza Chicago, np. w Gazecie Katolickiej. Ogłoszenia te czytali Polacy w różnych miastach, a z czasem przedostały się nawet do Europy. Stały się oblegane przez Polaków, którzy z chęcią wybierali się do Radom, gdzie miała ich łączyć wiara i mowa ojczysta. Według niektórych źródeł początkowo byli w Radom księża z Chicago, Detroit, a nawet z Europy, „sprowadzeni malowniczymi opisami nowo założonej osady radomskiej”. Ponadto wielu wpływowych i szeroko poważanych Polaków z Chicago wykupiło ziemię w Radom, pełni nadziei wielkiej przyszłości.
W 1873 nastąpił w Stanach Zjednoczonych kryzys gospodarczy, tzw. panika roku 1873. Zostało zwolnionych wielu robotników, zarówno w fabrykach, jak i przy budowie kolei. Będąc bez pracy i pieniędzy decydowano się na wyjazd do nowo się zakładającej i szumnie ogłaszanej kolonii radomskiej. Ze względu na sytuację gospodarki w kraju nowi osadnicy postanawiali pozostać na radomskiej ziemi. Cały rejon, czyli południowa część stanu Illinois, przyciągał cudzoziemców obfitymi plonami pszenicy, a prymitywnymi wozami o kołach wykonanych z pni, przewożono sól, mąkę i inne materiały pomiędzy Saint Louis a miejscowościami położonymi nad rzeką Ohio.
Kolej Illinois Central podarowała Turczynowi ziemię obejmującą całą wioskę. Generał natomiast nadał miejscowości nazwę: Radom, nawiązującą do miasta o tej samej nazwie w Polsce (patrz: Radom). Po podziale gruntów na loty, część ofiarował na użytek parafialny.

Niema jeszcze trzech lat, kiedy pierwsza partia Polaków zakupiła nie wielkie przestrzenie gruntów, a zaledwie dwa lata mijają, gdy przybysze pobudowali mieszkania, a już Radom wzrosło, tak że około 450 osób wkrótce 600 familii będzie.

### Budowa kościoła

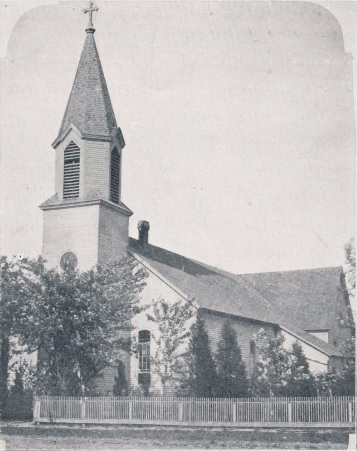
Stary Kościół św. Michała Arch.

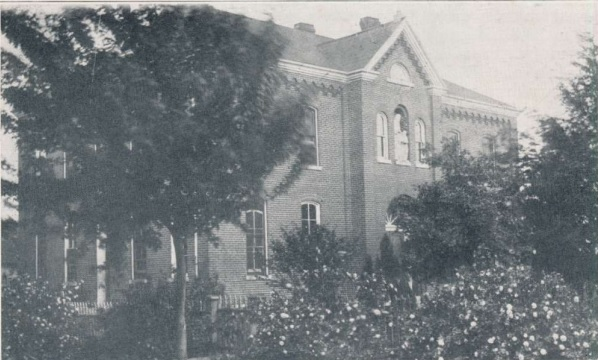
Nowy Dom Sióstr (1901)

W listopadzie 1873 rozpoczęto budowę kościoła. Najpierw wykarczowano dębinę. Budulec z białej sosny sprowadzono z Chicago. Przy budowie pomagali gen. Turczyn i Michalski, natomiast fundusze zbierali m.in. Kiołbasa i Szerman. Głównym cieślą był Maciej Dudzik. Z czasem świątynia została powiększona o dobudowany transept. Równolegle z budową kościoła parafianie zakładali różne towarzystwa kościelne: bractwo kościelne św. Michała Archanioła, bractwo
Różańca św. dla niewiast, bractwo św. Franciszka, znane jako bractwo wstrzemięźliwości, bractwo św. Kazimierza, a także bractwa młodzieńców i panien. Kiedy jeszcze nie ukończono budowy, biskup Baltes wyznaczył dla Radom polskiego proboszcza, ks. Józefa Musielewicza (lub Muślewicza). Pracę rozpoczął w okresie adwentowym 1873. Kościół nie był jeszcze wykończony, więc pierwszą mszę świętą nowy kapłan odprawił w domu Michała Madaja. Zamieszkał w koszarach. Na początku 1874 kolej Illinois Central podarowała pięć akrów ziemi w pobliżu torów, na południe od stacji z przeznaczeniem na radomski cmentarz. Początkowo miejsce pokryte było lasem, który wykarczowano za czasów ks. Gieryka.
Następnie, dzięki staraniom ks. Wołłowskiego, w sąsiedztwie kościoła wybudowano dwupiętrowy budynek przeznaczony na wyższą szkołę. Według jego planów, w przyszłości miała przekształcić się w seminarium duchowne. Zakładał, że radomska kolonia rozrośnie się szybko i nastąpi dynamiczny rozwój kolegium. Zniechęcony niepowodzeniem kapłan opuścił Radom jesienią 1877. W 1887 biskup Baltes z Alton przekazał parafię w ręce oo. franciszkanów, którzy sprawowali rządy do 1914. Pod kierunkiem o. Dezyderiusza przekształcono ówczesną dwupiętrową plebanię na dom mieszkalny. W 1895 z inicjatywy o. Łukasza wybudowano murowany z cegły dom parafialny. Jednocześnie wzniesiono jednopiętrową szkołę o 2 klasach. Po wybudowaniu nowe ten pełnił funkcję stołówki i sypialni.
W 1880 obok szkoły postawiono dwupiętrowy drewniany dom dla zakonnic. Następnego roku sprowadzono do Radom Siostry Notre Dame z Milwaukee do prowadzenia miejscowej dydaktyki. Niedługo potem, za czasów probostwa o. Urbana Stanowskiego, podmurowano kamieniami i rozbudowano radomski kościół o transept, sanktuarium i wieżę. Pojawiły się również dwa większe dzwony.
W 1885 wybudowano nową dwupiętrową plebanię murowaną, a 3 lata później nową dwupiętrową szkołę murowaną z czerwonej cegły. W 1901 wybudowany został dom dla sióstr, murowany również z cegły. Dotychczasowy przeznaczono jako sypialnię i stołówkę dla miejscowych uczniów.

### Ostatnie lata Turczyna
Po zakończeniu wojny secesyjnej gen. Jan Bazyli Turczyn, nie będąc rodowitym Amerykaninem, przez długi czas nie otrzymywał żadnej pensji. Nie mając pracy ani większych oszczędności utrzymywał się z darowizn od przyjaciół. Jak opisuje monografia miejscowej parafii, „w młodszym wieku Turczyn znany był z hojności w używaniu pieniędzy, która czasami dochodziła niemal do rozrzutności. Dopomógł on też niejednemu Polakowi w potrzebie. Na starość popadł on w nędzę”. Zmarł 18 czerwca 1901. W tym czasie jego żona znajdowała się pod opieką Polek mieszkających w sąsiedztwie Radom. Zmarła 17 lipca 1904. Ich ciała pochowano na cmentarzu rządowym w Mound City. Nie pozostawili po sobie żadnych potomków.

### Nowy kościół

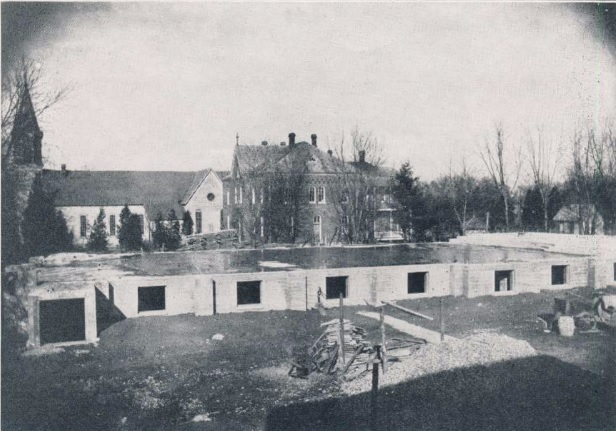
Widok na fundamenty pod nowy kościół, w tle plebania i stary kościół; listopad 1921

Stary kościół był za mały, by pomieścić wiernych na jednej mszy świętej w niedzielę. Ponadto z powodu słabych fundamentów świątynia zaczęła niszczeć.
Pod koniec 1914, po odbytej naradzie z komitetem budowlanym przy parafii, budowę nowego kościoła powierzono firmie Frein Masonry and Construction Co. Jednak, ze względu na większe koszty niż przewidziano, przekładano rozpoczęcie prac z roku na rok. Dopiero w 1921 biskup diecezji Belleville zezwolił na budowę fundamentu i suteren. 4 grudnia 1922 odprawianie nabożeństw kościelnych przeniesiono do podpiwniczenia. Stary budynek pełnił funkcję pracowni dla budowy nowego kościoła. W listopadzie 1923 został rozebrany. Część budulcu sprzedano na publicznej licytacji, a resztę użyto jako materiał dla wznoszonej świątyni. Budowę ukończono 29 września 1924.

### Radom współcześnie
Dziś Radom to niewielka miejscowość, której populacja stopniowo się kurczy i starzeje. Młodzi ludzi wyjeżdżają pracować w inne części Stanów Zjednoczonych. Większość mieszkańców ma korzenie z okolic polskiego Radomia.

## Architektura
- Głównym punktem architektoniczno-urbanistycznym Radom jest kościół św. Michała Archanioła. Jest drugą świątynią w historii miejscowości oddaną dla dokonywania obrzędów i odbywania nabożeństw. Został wzniesiony w latach 1921–1924 w stylu neoromańsko-bizantyjskim. W czasie oddania go do użytku był to największy kościół w południowej części stanu Illinois z liczbą miejsc siedzących na ok. 700 wiernych[4].
- Katolicki cmentarz św. Michała Archanioła. W wielu źródłach określany jako dobrze utrzymywany przy miejscowej parafii[5].
- Dominującą zabudową Radom są budynki mieszkalne jednorodzinne.

## Demografia
Według spisu ludności Stanów Zjednoczonych w 2000 Radom zamieszkiwany był przez 395 osób; posiadał 86 gospodarstw domowych (58 rodzin zamieszkałych). Gęstość zaludnienia wyniosła 381 osób na milę kwadratową (146,6/km²). Średni dochód roczny dla gospodarstwa domowego w Radom wynosił 30 000 $, a średni dochód na jedną rodzinę – 44 375 $.
| Spis | Liczba ludności | % ±    |
| ---- | --------------- | ------ |
| 1940 | 102             | –      |
| 1950 | 134             | 31,4%  |
| 1960 | 137             | 2,2%   |
| 1970 | 172             | 25,5%  |
| 1980 | 174             | 1,2%   |
| 1990 | 174             | 0,0%   |
| 2000 | 395             | 127,0% |
| 2010 | 220             | −44,3% |

Źródło danych

## Społeczność
Miejscowość w większości zamieszkuje ludność pochodzenia polskiego (okolice Radomia). Do tej pory mieszkańcy przywiązują wagę do kultu polskich tradycji i zwyczajów. Wspólnie ze Związkiem Klubów Polskich obchodzą różne święta. Uczestniczą w polskich paradach w Radomiu i okolicach. Początkowo językiem dominującym był polski aż do wprowadzenia angielskiego za pośrednictwem telewizji w latach 50. XX wieku.
Głównym miejscem kultu religijnego dla katolików jest kościół św. Michała Archanioła.

## Administracja
W skład samorządu lokalnego Radom wchodzi 9 powierników: prezydent, urzędnik, skarbnik i pozostali członkowie. Prezydentem jest Denise Liggett.